# Camille Cheng
Pour les articles homonymes, voir Cheng.
Li Mei "Camille Lily" Cheng, née le 9 mai 1993 à Hong Kong, est une nageuse hongkongaise spécialiste de la nage libre.

## Jeunesse
Née à Hong Kong d'un père taïwanais et d'une mère française, elle fréquente le Lycée français international Victor-Segalen, avant de déménager à Pékin à la suite de la mutation de son père et d'intégrer l'École internationale de Pékin adolescente. Elle parle anglais, mandarin et français.
En 2011, elle intègre l'Université de Californie à Berkeley et y débute un diplôme en psychologie. Camille Cheng intègre l'équipe de natation de l'université et en est la co-capitaine durant l'année scolaire 2014-15. Elle obtient son diplôme en 2015.

## Carrière
En 2014, à ses premiers Jeux asiatiques à Incheon, elle rafle le bronze avec le relais 4 × 100 m nage libre et avec le relais 4 × 200 m nage libre.
Lors des Championnats nationaux américains, elle réalise de temps 'A' demandé pour se qualifier pour les Jeux sur le 200 m nage libre ainsi que le temps 'B' sur le 50 m et le 100 m nage libre. Sélectionnée pour les Jeux olympiques d'été de 2016, elle nage le 50 m, le 100 m et le 200 m nage libre ainsi que le 4 × 100 m 4 nages. Sur le 50 m nage libre, elle termine sixième de sa série en 25 s 92 et finit 44e sur 89 concurrentes avant de nager le 100 m nage libre en 54 s 92 (troisième de sa série) et de terminer 24e sur 46. Au 200 m nage libre, elle nage en 1 min 59 s 71 et termine 29e sur 42 nageuses engagées. Également membre du relais 4 × 100 m 4 nages avec Stephanie Au, Yvette Kong et Sze Hang Yu, l'équipe termine dernière de sa série en 4 min 03 s 85.
Aux Jeux asiatiques de 2018, Camille Cheng est membre du relais 4 × 100 m nage libre qui se nage le 19 août. Avec Stephanie Au, Tam Hoi-lam et Sze Hang Yu, elle remporte la médaille de bronze en 3 min 41 s 21 derrière les Japonaise (3 min 36 s 52) et les Chinoises (3 min 36 s 78). Le relais 4 × 100 m 4 nages composé de Cheng, Stephanie Au, Jamie Yeung et Chan Kin-lok termine quatrième de la course. Quelques minutes après la fin de la course, l'équipe Chinoise puis Sud-Coréenne, alors deux et troisième, sont disqualifiées pour prise de relais trop rapide. Le relais Hongkongais monte finalement sur le deuxième marche du podium. Aussi membre du dernier relais féminin hongkongais de la compétition, le 4 × 200 m nage libre, avec Ho Nam Wai, Katii Tang et Sze Hang Yu, ce dernier remporte une nouvelle médaille de bronze en 8 min 07 s 17 derrière les Chinoises (7 min 48 s 61) et les Japonaises (7 min 53 s 83).
En juillet 2019, elle est membre du relais 4 × 200 m nage libre lors des Championnats du monde qui termine 11e. Le 16 août 2019, à la FINA World Cup de Singapour, elle termine 2e du 100 m nage libre en 55 s 67 derrière la Suédoise Michelle Coleman et devant l'Australienne Holly Barratt.

## Palmarès
| Année | Compétition                 | Lieu           | Place | Course                    |
| ----- | --------------------------- | -------------- | ----- | ------------------------- |
| 2013  | Universiade                 | Kazan          | 8e    | 4 × 200 m nage libre      |
| 2014  | Jeux asiatiques             | Incheon        | 7e    | 200 m nage libre          |
| 2014  | Jeux asiatiques             | Incheon        | 6e    | 100 m nage libre          |
| 2014  | Jeux asiatiques             | Incheon        | 3e    | 4 × 200 m nage libre      |
| 2014  | Jeux asiatiques             | Incheon        | 3e    | 4 × 100 m nage libre      |
| 2014  | Championnats pan-pacifiques | Gold Coast     | 8e    | 100 m nage libre          |
| 2014  | Championnats pan-pacifiques | Gold Coast     | 7e    | 4 × 100 m nage libre      |
| 2014  | Championnats pan-pacifiques | Gold Coast     | 6e    | 4 × 200 m nage libre      |
| 2014  | Championnats pan-pacifiques | Gold Coast     | 6e    | 4 × 100 m 4 nages         |
| 2015  | Championnats du monde       | Kazan          | 32e   | 200 m nage libre          |
| 2016  | Jeux olympiques             | Rio de Janeiro | 44e   | 50 m nage libre           |
| 2016  | Jeux olympiques             | Rio de Janeiro | 24e   | 100 m nage libre          |
| 2016  | Jeux olympiques             | Rio de Janeiro | 29e   | 200 m nage libre          |
| 2018  | Jeux asiatiques             | Jakarta        | 5e    | 100 m nage libre          |
| 2018  | Jeux asiatiques             | Jakarta        | 6e    | 200 m nage libre          |
| 2018  | Jeux asiatiques             | Jakarta        | 3e    | 4 × 100 m nage libre      |
| 2018  | Jeux asiatiques             | Jakarta        | 3e    | 4 × 200 m nage libre      |
| 2018  | Jeux asiatiques             | Jakarta        | 2e    | 4 × 100 m 4 nages féminin |
| 2019  | Championnats du monde       | Gwangju        | 10e   | 4 × 100 m nage libre      |
| 2019  | Championnats du monde       | Gwangju        | 11e   | 4 × 200 m nage libre      |

## Records personnels
| Course                   | Temps         | Lieu           | Date             |
| ------------------------ | ------------- | -------------- | ---------------- |
| 50 m nage libre          | 25 s 85       | Los Angeles    | 15 juillet 2016  |
| 100 m nage libre         | 54 s 86       | Austin         | 15 janvier 2016  |
| 200 m nage libre         | 1 min 58 s 78 | Federal Way    | 4 décembre 2015  |
| 400 m nage libre         | 4 min 24 s 4  | Minneapolis    | 13 novembre 2015 |
| 100 m nage libre (lancé) | 54 s 37       | Rio de Janeiro | 12 août 2016     |
| 200 m nage libre (lancé) | 2 min 00 s 85 | Jakarta        | 21 août 2018     |
| 50 m papillon            | 29 s 59       | Vancouver      | 22 mai 2014      |
| 100 m papillon           | 1 min 02 s 94 | Los Angeles    | 20 juillet 2014  |

| Course           | Temps         | Lieu      | Date              |
| ---------------- | ------------- | --------- | ----------------- |
| 50 m nage libre  | 25 s 68       | Hong Kong | 30 septembre 2017 |
| 100 m nage libre | 54 s 78       | Hong Kong | 1er octobre 2017  |
| 200 m nage libre | 2 min 00 s 09 | Hong Kong | 30 septembre 2017 |